# Odensjö landskommun
Odensjö landskommun var en tidigare kommun i Kronobergs län.

## Administrativ historik
Den 1 januari 1863 började kommunalförordningarna gälla och då inrättades cirka 2 500 kommuner (städer, köpingar och landskommuner), tillsammans täckande hela landets yta.
I Odensjö socken i Sunnerbo härad i Småland inrättades då denna kommun. Landskommunen uppgick 1952 i Lidhults landskommun som sedan i sin tur 1971 uppgick i Ljungby kommun.

## Politik

### Mandatfördelning i Odensjö landskommun 1942-1946
| 6 | 8 | 6 |

| 20 |

| 5 | 8 | 7 |

| 20 |